# Canoagem nos Jogos Olímpicos de Verão de 2020 - K-1 200 m masculino
A competição do K-1 200 metros masculino da canoagem nos Jogos Olímpicos de Verão de 2020 ocorreu nos dias 4 e 5 de agosto de 2021 no Sea Forest Waterway, em Tóquio. Um total de 25 canoístas de 19 Comitês Olímpicos Nacionais (CON) participaram do evento.

## Qualificação
Cada CON poderia qualificar apenas um barco, mas poderia inscrever até dois se tivesse vagas suficientes no caiaque em outros eventos. Um total de 12 vagas de qualificação estavam disponíveis, inicialmente alocadas conforme o seguinte:
- 5 vagas concedidas através do Campeonato Mundial de Canoagem de Velocidade de 2019;
- 6 vagas concedidas através de torneios continentais, sendo 2 vagas para a Europa e 1 para os demais continentes;
- 1 vaga concedida através da segunda etapa da Copa do Mundo de Canoagem de Velocidade de 2021.

As vagas de qualificação foram concedidas ao CON, não ao canoísta que conquistou a vaga.
A Espanha teve que recusar uma vaga por exceder o limite total de seis vagas masculinas no caiaque (após se qualificar no K-4 e no K-2). Com isso, cinco vagas ficaram disponíveis pelo Campeonato Mundial.
Como o torneio continental das Américas foi cancelado, a vaga continental foi realocada para o Campeonato Mundial, indo para a Argentina. O Egito recebeu a vaga da África (após a África do Sul recusar), enquanto a Coreia do Sul garantiu a vaga asiática, o Comitê Olímpico Russo (ROC) e Letônia ficaram com as vagas europeias e Samoa recebeu a vaga da Oceania. A Lituânia garantiu a última vaga na Copa do Mundo.

## Formato
A canoagem de velocidade utiliza um formato de quatro fases para eventos com pelo menos 11 barcos, com eliminatórias, quartas de final, semifinais e finais. Os detalhes para cada fase dependem de quantos barcos estejam inscritos para a competição.
O percurso é um trajeto de águas planas com 9 metros de largura. O nome do evento descreve o formato particular da canoagem de velocidade. O formato "K" significa um caiaque (kayak, em inglês), na qual o canoísta fica sentado e utiliza dois remos e tem um leme operado pelo pé (em oposição a canoa, em que o canoísta fica ajoelhado e utiliza um único remo para remar e dirigir). O "1" é o número de canoístas em cada barco. Os "200 metros" são a distância da prova.

## Calendário
Horário local (UTC+9)
| Dia         | Horário | Fase             |
| ----------- | ------- | ---------------- |
| 4 de agosto | 9:30    | Eliminatórias    |
| 4 de agosto | 12:10   | Quartas de final |
| 5 de agosto | 9:30    | Semifinal        |
| 5 de agosto | 11:40   | Final            |

## Medalhistas
| Ouro   | HUN Sándor Tótka   |
| Prata  | ITA Manfredi Rizza |
| Bronze | GBR Liam Heath     |

## Resultados

### Eliminatórias
O evento começou com as eliminatórias em 4 de agosto de 2021. Os dois primeiros barcos em cada bateria avançam diretamente para as semifinais e os restantes para as quartas de final.

#### Eliminatória 1
| Pos. | Raia | Canoísta          | CON            | Tempo  | Notas  |
| ---- | ---- | ----------------- | -------------- | ------ | ------ |
| 1    | 5    | Petter Menning    | SWE Suécia     | 34.698 | OB, SF |
| 2    | 4    | Saúl Craviotto    | ESP Espanha    | 35.002 | SF     |
| 3    | 3    | Evgenii Lukantsov | ROC            | 35.157 | QF     |
| 4    | 2    | Kohl Horton       | COK Ilhas Cook | 40.061 | QF     |
| 5    | 6    | Rudolf Williams   | SAM Samoa      | 42.083 | QF     |

#### Eliminatória 2
| Pos. | Raia | Canoísta         | CON              | Tempo  | Notas  |
| ---- | ---- | ---------------- | ---------------- | ------ | ------ |
| 1    | 3    | Kolos Csizmadia  | HUN Hungria      | 34.442 | OB, SF |
| 2    | 4    | Carlos Arévalo   | ESP Espanha      | 34.452 | SF     |
| 3    | 5    | Liam Heath       | GBR Grã-Bretanha | 34.582 | QF     |
| 4    | 6    | Nicholas Matveev | CAN Canadá       | 36.190 | QF     |
| 5    | 2    | Momen Mahran     | EGY Egito        | 38.850 | QF     |

#### Eliminatória 3
| Pos. | Raia | Canoísta            | CON               | Tempo  | Notas |
| ---- | ---- | ------------------- | ----------------- | ------ | ----- |
| 1    | 4    | Sándor Tótka        | HUN Hungria       | 35.070 | SF    |
| 2    | 5    | Roberts Akmens      | LAT Letônia       | 35.448 | SF    |
| 3    | 3    | Cho Gwang-hee       | KOR Coreia do Sul | 35.738 | QF    |
| 4    | 2    | Mark de Jonge       | CAN Canadá        | 36.110 | QF    |
| 5    | 6    | Momotaro Matsushita | JPN Japão         | 36.110 | QF    |

#### Eliminatória 4
| Pos. | Raia | Canoísta        | CON        | Tempo  | Notas |
| ---- | ---- | --------------- | ---------- | ------ | ----- |
| 1    | 5    | Manfredi Rizza  | ITA Itália | 34.867 | SF    |
| 2    | 4    | Maxime Beaumont | FRA França | 35.259 | SF    |
| 3    | 2    | Oleg Gusev      | ROC        | 35.928 | QF    |
| 4    | 3    | Yang Xiaoxu     | CHN China  | 36.561 | QF    |
| 5    | 6    | Bojan Zdelar    | SRB Sérvia | 37.092 | QF    |

#### Eliminatória 5
| Pos. | Raia | Canoísta             | CON           | Tempo  | Notas |
| ---- | ---- | -------------------- | ------------- | ------ | ----- |
| 1    | 4    | Strahinja Stefanović | SRB Sérvia    | 34.996 | SF    |
| 2    | 3    | Rubén Rézola         | ARG Argentina | 35.059 | SF    |
| 3    | 5    | Mindaugas Maldonis   | LTU Lituânia  | 35.650 | QF    |
| 4    | 2    | Tuva'a Clifton       | SAM Samoa     | 38.363 | QF    |
| 5    | 6    | Amado Cruz           | BIZ Belize    | 39.645 | QF    |

### Quartas de final
Nas quartas de final, realizadas em 4 de agosto de 2021, os dois primeiros barcos em cada bateria avançam para as semifinais e os restantes foram eliminados.

#### Quartas de final 1
| Pos. | Raia | Canoísta            | CON            | Tempo  | Notas |
| ---- | ---- | ------------------- | -------------- | ------ | ----- |
| 1    | 5    | Mindaugas Maldonis  | LTU Lituânia   | 35.466 | SF    |
| 2    | 2    | Momotaro Matsushita | JPN Japão      | 35.540 | SF    |
| 3    | 4    | Yang Xiaoxu         | CHN China      | 35.852 |       |
| 4    | 6    | Momen Mahran        | EGY Egito      | 37.836 |       |
| 5    | 3    | Kohl Horton         | COK Ilhas Cook | DNF    | DNF   |

#### Quartas de final 2
| Pos. | Raia | Canoísta          | CON              | Tempo  | Notas  |
| ---- | ---- | ----------------- | ---------------- | ------ | ------ |
| 1    | 5    | Liam Heath        | GBR Grã-Bretanha | 33.985 | OB, SF |
| 2    | 4    | Evgenii Lukantsov | ROC              | 35.184 | SF     |
| 3    | 3    | Mark de Jonge     | CAN Canadá       | 35.462 |        |
| 4    | 7    | Bojan Zdelar      | SRB Sérvia       | 36.531 |        |
| 5    | 6    | Rudolf Williams   | SAM Samoa        | 41.950 |        |

#### Quartas de final 3
| Pos. | Raia | Canoísta         | CON               | Tempo  | Notas |
| ---- | ---- | ---------------- | ----------------- | ------ | ----- |
| 1    | 5    | Cho Gwang-hee    | KOR Coreia do Sul | 35.048 | SF    |
| 2    | 6    | Nicholas Matveev | CAN Canadá        | 35.181 | SF    |
| 3    | 4    | Oleg Gusev       | ROC               | 35.581 |       |
| 4    | 3    | Tuva'a Clifton   | SAM Samoa         | 38.287 |       |
| 5    | 7    | Amado Cruz       | BIZ Belize        | 39.333 |       |

### Semifinais
Nas semifinais, realizadas em 5 de agosto de 2021, os quatro primeiros barcos em cada bateria avançam para a final A e os restantes para a final B.

#### Semifinal 1
| Pos. | Raia | Canoísta             | CON              | Tempo  | Notas |
| ---- | ---- | -------------------- | ---------------- | ------ | ----- |
| 1    | 5    | Kolos Csizmadia      | HUN Hungria      | 35.099 | FA    |
| 2    | 7    | Liam Heath           | GBR Grã-Bretanha | 35.108 | FA    |
| 3    | 4    | Petter Menning       | SWE Suécia       | 35.149 | FA    |
| 4    | 2    | Roberts Akmens       | LAT Letônia      | 35.688 | FA    |
| 5    | 3    | Strahinja Stefanović | SRB Sérvia       | 35.855 | FB    |
| 6    | 6    | Maxime Beaumont      | FRA França       | 36.072 | FB    |
| 7    | 8    | Nicholas Matveev     | CAN Canadá       | 36.584 | FB    |
| 8    | 1    | Momotaro Matsushita  | JPN Japão        | 37.096 | FB    |

#### Semifinal 2
| Pos. | Raia | Canoísta           | CON               | Tempo  | Notas |
| ---- | ---- | ------------------ | ----------------- | ------ | ----- |
| 1    | 5    | Sándor Tótka       | HUN Hungria       | 35.114 | FA    |
| 2    | 4    | Manfredi Rizza     | ITA Itália        | 35.171 | FA    |
| 3    | 6    | Carlos Arévalo     | ESP Espanha       | 35.207 | FA    |
| 4    | 3    | Saúl Craviotto     | ESP Espanha       | 35.934 | FA    |
| 5    | 8    | Evgenii Lukantsov  | ROC               | 36.036 | FB    |
| 6    | 1    | Cho Gwang-hee      | KOR Coreia do Sul | 36.094 | FB    |
| 7    | 2    | Rubén Rézola       | ARG Argentina     | 36.552 | FB    |
| 8    | 7    | Mindaugas Maldonis | LTU Lituânia      | 36.637 | FB    |

### Finais
Nas finais, realizadas em 5 de agosto de 2021, os barcos participantes da final A disputaram as medalhas e os da final B para ficar entre a 9ª e a 16ª colocação.

#### Final A
| Pos.              | Raia | Canoísta        | CON              | Tempo  | Notas |
| ----------------- | ---- | --------------- | ---------------- | ------ | ----- |
| Medalha de ouro   | 4    | Sándor Tótka    | HUN Hungria      | 35.035 |       |
| Medalha de prata  | 6    | Manfredi Rizza  | ITA Itália       | 35.080 |       |
| Medalha de bronze | 3    | Liam Heath      | GBR Grã-Bretanha | 35.202 |       |
| 4                 | 5    | Kolos Csizmadia | HUN Hungria      | 35.317 |       |
| 5                 | 2    | Carlos Arévalo  | ESP Espanha      | 35.391 |       |
| 6                 | 7    | Petter Menning  | SWE Suécia       | 35.562 |       |
| 7                 | 8    | Saúl Craviotto  | ESP Espanha      | 35.568 |       |
| 8                 | 1    | Roberts Akmens  | LAT Letônia      | 36.014 |       |

#### Final B
| Pos. | Raia | Canoísta             | CON               | Tempo  | Notas |
| ---- | ---- | -------------------- | ----------------- | ------ | ----- |
| 9    | 3    | Maxime Beaumont      | FRA França        | 35.998 |       |
| 10   | 8    | Mindaugas Maldonis   | LTU Lituânia      | 36.257 |       |
| 11   | 5    | Strahinja Stefanović | SRB Sérvia        | 36.329 |       |
| 12   | 4    | Evgenii Lukantsov    | ROC               | 36.369 |       |
| 13   | 6    | Cho Gwang-hee        | KOR Coreia do Sul | 36.440 |       |
| 14   | 7    | Nicholas Matveev     | CAN Canadá        | 36.625 |       |
| 15   | 2    | Rubén Rézola         | ARG Argentina     | 36.775 |       |
| 16   | 1    | Momotaro Matsushita  | JPN Japão         | 37.250 |       |

Legenda
| Recorde mundial      | Recorde mundial (World record)               |                       | Recorde africano                      | Recorde africano (African) |                                           | Q | Classificado por posição (Qualified) |
| Recorde olímpico     | Recorde olímpico (Olympic record)            | Recorde da América    | Recorde da América (Americas)         | q                          | Classificado por melhor tempo (Qualified) |   |                                      |
| Melhor marca do ano  | Melhor marca do ano (World leading)          | Recorde asiático      | Recorde asiático (Asian)              | DNS                        | Não largou (Did not start)                |   |                                      |
| Recorde nacional     | Recorde nacional (National record)           | Recorde europeu       | Recorde europeu (European)            | DNF                        | Não terminou (Did not finish)             |   |                                      |
| Recorde pessoal      | Recorde pessoal do atleta (Personal best)    | Recorde da Oceania    | Recorde da Oceania (Oceania)          | DSQ / DQ                   | Desclassificado (Disqualified)            |   |                                      |
| Recorde da temporada | Recorde da temporada do atleta (Season best) | Recorde sul-americano | Recorde sul-americano (South America) | NM                         | Sem marca (No mark)                       |   |                                      |